# اینویلد فلوگستاد اوستبر
اینویلد فلوگستاد اوستبر (انگلیسی: Ingvild Flugstad Østberg؛ زادهٔ ۹ نوامبر ۱۹۹۰) اسکی‌باز صحرانوردی اهل نروژ است.